# 马哈班
马哈班（Mahaban），是印度北方邦Mathura县的一个城镇。总人口8608（2001年）。

## 人口
该地2001年总人口8608人，其中男性4619人，女性3989人；0—6岁人口1759人，其中男902人，女857人；识字率38.95%，其中男性为50.62%，女性为25.44%。